# 横井久美子
横井 久美子（よこい くみこ、1944年 - 2021年1月14日）は、日本のフォークシンガーであり、シンガーソングライターでもある。事務所は東京都国立市。「ノーモア・スモンの歌」など、公害や差別をテーマにした歌で知られる。

## 略歴
愛知県名古屋市出身。名古屋市立菊里高等学校、国立音楽大学声楽科卒業。大学在学中よりコーラスグループ「ボーチェ・アンジェリカ」に入団。1969年よりソロシンガーとして活動開始。創造集団「麦笛の会」を結成して全国を回る。1998年、文化庁新進芸術家派遣研究員としてアイルランドのリムリック大学に留学した。1972年、ベトナムのハノイを訪れ、反戦歌を歌う。2005年、ベトナム政府よりベトナム戦争を勝利に導いた国際的友人として「国際平和友好勲章」を受けた。2014年、北アイルランドから「国際市民友好賞」を受けた。
頻繁にベトナム、アイルランドを訪れていた。特にベトナムでは、ベトナム戦争中に現地公演し、枯葉剤の被害児救援コンサートを開いたほか、アメリカ合衆国軍の枯葉剤により被害を受けた子供たちの施設を訪れていた。
毎年8月に広島市で平和コンサートを行っており、こども劇場やおやこ劇場でもコンサートを行っていた。各地の赤旗まつりなどや九条の会にも参加していた。
2019年8月、20回目のアイルランド・ツアーから帰国した直後に、下腹部に少し痛みを感じ、精密検査の結果、9月末に腎盂癌が発見され、2019年10月12日に右側の腎臓を全摘出する手術をうける。
2021年1月14日、腎盂癌のため死去。76歳没。

## 楽曲
公式サイト・ベスト10投票ページを参照